# Farkaskölyök
Farkaskölyköknek (angolul: Cub Souting, Wolf Cub Scouting) hívják a 6 és 11 év közötti cserkészeket. 

## Kialakulása
A Farkaskölyök rendszert Baden-Powell alkotta meg 1916-ban a cserkészet iránt érdeklődő kisgyermekek részére. A cél az volt, hogy a cserkésznek még túl fiatalok is megtapasztalhassák a cserkészet romantikáját és közösségformáló erejét, de a saját korosztályuknak megfelelő szinten.
Baden-Powell a A dzsungel könyve című könyv történetét és világát használta fel a Farkaskölyök rendszer kialakításához, miután megkapta az engedélyt a barátjától Rudyard Kiplingtől.
Az új irányzat alapműve a The Wolf Cub's Handbook (A farkaskölykök könyve) 1917-ben jelent meg Nagy-Britanniában. Ez a mű egyaránt szólt a farkaskölykökhöz és a vezetőikhez is.

## A farkaskölykök Magyarországon
A farkaskölykök viszonylag hamar, már 1920-ban megjelentek Magyarországon. Nyolcéves kortól jelentkezhettek a gyerekek a falkába, azaz a csapatba. Hazánkban elsősorban a katolikus csapatok voltak eme rendszer hívei a hangsúlyos erkölcsi és vallási nevelés miatt.
Ugyanakkor az MCSSZ felső vezetése és az Országos Intéző Bizottság is a rendszer ellenzője volt az ideológia miatt (külsőségek, alapmese, katolikus jelleg stb.) ennek ellenére megtűrték. A legnagyobb ellenlábasa Faragó Ede volt, aki híveivel együtt elsősorban a magyaros jelleget hiányolta.
Az első falkát Gabona István alapította a 4. sz. BIK csapatában és ő fektette le az alapokat is. Korai halála miatt megtorpant a lendületes munka, de az édesapja kitartásának nyomán túl tudtak lépni a nehézségeken. Megalakították a vezértanácsot és újságot is adtak ki Farkaskölyök címmel. 

### Egyenruha
A farkaskölykök egyenruhája erőteljesen különbözött a cserkészekétől. A búrkalap helyett egy sötétzöld színű, hat körcikkből álló sildes sapkát viseltek. Ezen a farkaskölyök jelvényt a homlokrészen viselték, míg ettől jobbra és balra is egy-egy próbacsillag került. A sapka bal oldalán volt a fém csapatszám.
Ing helyett egy sötétzöld színű, három gombos, galléros, kötött gyapjú szvettert viseltek. Ezen is rajta voltak a cserkészegyenruhán meglévő jelzések (csapatszám, Hungária jelzés, különpróbák stb.) A sárga színű nyakkendő viszont Magyarországon nem igazán honosodott meg, helyette piros és szürke színű kendőt hordtak, sárga kereszttel. A piros szín a szeretetet, a szürke szín az engedelmességet jelképezte, míg a sárga kereszttel azt fejezték ki, hogy a farkaskölykök Krisztus katonái.
A rövid, térdig érő nadrág és a térdharisnya azonos volt a cserkészekével.

### Egységes Ifjúságnevelési Koncepció
Az EINK 2015-ös bevezetésével ismét bekerültek a farkaskölykök a Magyar Cserkészszövetség korosztályai közé. Jelenleg a kiscserkész korosztály első évét ölelik fel, ami megegyezik az általános iskola első évfolyamával.
A nevelési célok eléréshez ebben az időszakban az általános cserkészmódszerhez képest máshol vannak a hangsúlyok. Az eszközök és alkalmazott eljárások során nagyobb hangsúly van a játékosságon, a sokrétű és vidám tapasztaláson.

## A farkaskölykök a nagyvilágban
A farkaskölyök rendszer az 1960-as években jutott válságba a legtöbb Nyugati országban. Sok helyen eltértek az alapmesétől és a külsőségektől, mivel azt elavultnak találták, de a nevet megtartották. Több országban is megváltoztatták a nevet, Cub Scout-ra (kiscserkészet), illetve ezen időpontól kezdve lányok is beléphettek a csapatokba.

## Külsőségek
A farkaskölyök-rendszer A dzsungel könyvére építkezett és ebből merítette a foglalkozások keretmeséjét és szertartásait is.
A farkaskölyköknél a csapatot falkának vagy hordának hívták, mindenki kapott egy nevet, amit szintén a könyvből kölcsönöztek (például a parancsnok – a vezérfarkas - rendszerint az Akela nevet viselte). A gyűlések egy szikla körül ülve zajlottak, és a Nagy üvöltéssel (Grand Howl)  kezdődtek.
Tisztelgésnél a mutató és középső ujjakból V alakot formáztak, ez jelképezte a farkas füleit míg a többi ujjukat összeérintették az összetartozás jelképeként.
Az örsi zászló helyet egy totem oszlopa volt minden őrsnek és az őrsi portyák helyett vadászni mentek a dzsungelbe.